# Fabiana Oliveira
Fabiana de Alvim Oliveira, znana jako Fabí (ur. 7 marca 1980 w Rio de Janeiro) – brazylijska siatkarka, reprezentantka kraju. Obecnie gra w brazylijskiej Superlidze, w drużynie Rexona/Ades Rio de Janeiro.
W 2006 roku zdobyła srebrny medal na Mistrzostwach Świata rozgrywanych w Japonii, powtórzyła to w 2010 roku na Mistrzostwach Świata. Największe sukcesy z reprezentacją zdobyła na Igrzyskach Olimpijskich w 2008 i 2012 roku, zdobywając dwukrotnie Mistrzostwo Olimpijskie.

## Sukcesy klubowe
Mistrzostwo Brazylii:
- 2006, 2007, 2008, 2009, 2011, 2013, 2014, 2015, 2016, 2017
- 2010, 2012, 2018

Puchar Brazylii:
- 2007, 2016, 2017

Klubowe Mistrzostwa Ameryki Południowej:
- 2013, 2015, 2016, 2017
- 2009, 2018

Klubowe Mistrzostwa Świata:
- 2013, 2017

Superpuchar Brazylii:
- 2015, 2016, 2017

## Sukcesy reprezentacyjne
Mistrzostwa Ameryki Południowej:
- 2003, 2005, 2007, 2009, 2011, 2013

Grand Prix:
- 2004, 2005, 2006, 2008, 2009, 2013, 2014
- 2010, 2011, 2012

Puchar Wielkich Mistrzyń:
- 2005, 2013

Mistrzostwa Świata:
- 2006, 2010

Igrzyska Panamerykańskie:
- 2007

Igrzyska Olimpijskie:
- 2008, 2012

Puchar Panamerykański:
- 2009, 2011
- 2012

## Nagrody indywidualne
- 2002: Najlepsza broniąca Grand Prix
- 2005: Najlepsza libero Mistrzostw Ameryki Południowej
- 2007: Najlepsza libero Mistrzostw Ameryki Południowej
- 2008: Najlepsza libero Pucharu Brazylii
- 2008: Najlepsza libero Igrzysk Olimpijskich w Pekinie
- 2009: Najlepsza libero Klubowych Mistrzostw Ameryki Południowej
- 2009: Najlepsza libero turnieju Volley Masters Montreux
- 2009: MVP i najlepsza przyjmująca Mistrzostw Ameryki Południowej
- 2009: Najlepsza libero Pucharu Wielkich Mistrzyń
- 2011: Najlepsza broniąca Grand Prix
- 2011: Najlepsza przyjmująca Pucharu Świata
- 2011: Najlepsza libero Mistrzostw Ameryki Południowej
- 2013: Najlepsza broniąca i libero Klubowych Mistrzostw Ameryki Południowej
- 2013: Najlepsza libero Grand Prix
- 2013: Najlepsza libero Mistrzostw Ameryki Południowej
- 2015: Najlepsza libero Klubowych Mistrzostw Ameryki Południowej
- 2016: Najlepsza libero Klubowych Mistrzostw Ameryki Południowej
- 2016: Najlepsza libero Klubowych Mistrzostw Świata
- 2017: MVP Pucharu Brazylii
- 2017: Najlepsza libero Klubowych Mistrzostw Ameryki Południowej
- 2018: Najlepsza przyjmująca brazylijskiej Superligi w sezonie 2017/2018